# 中国民主同盟海南省委员会
中国民主同盟海南省委员会，简称民盟海南省委，是中国民主同盟在海南省的地方组织。

## 历史沿革
1988年4月20日，中国民主同盟海南省委员会筹备组成立。1988年9月5日，中国民主同盟海南省筹备委员会成立大会在海口市举行。1989年1月13日至15日，中国民主同盟海南省第一次代表大会在海口市召开，正式成立中国民主同盟海南省委员会。

## 历届委员会

### 第一届
- 任期：1989年1月－1992年8月
- 主任委员：周铮 → 林英（1991年10月16日代理）
- 副主任委员：林英、胡楷、伉铁保、陈修发、范少坚、范思伟
- 秘书长：范少坚（兼）

### 第二届
- 任期：1992年8月－1997年5月
- 主任委员：伉铁保
- 副主任委员：胡楷、陈修发、范少坚、范思伟（专职）、柯向渔（1997年1月18日补选）、张壮林（1997年1月18日补选）
- 秘书长：范思伟（兼）

### 第三届
- 任期：1997年5月－2002年1月
- 主任委员：伉铁保
- 副主任委员：柯向渔、范思伟（专职）、张壮林、杨春时（1999年4月20日辞任）
- 秘书长：柯向渔（兼）

### 第四届
- 任期：2002年1月－2007年6月
- 主任委员：伉铁保
- 副主任委员：柯向渔、张壮林、康耀红、左传生、吴明（2006年3月19日补选）、李家淦（2006年3月19日补选）
- 秘书长：黄霞

### 第五届
- 任期：2007年6月－2012年4月
- 主任委员：康耀红
- 副主任委员：刘明生（2010年1月22日补选）、刘艳玲、吴明、李家淦、张克坚、刘远生
- 秘书长：黄霞

### 第六届
- 任期：2012年4月－2017年6月
- 主任委员：康耀红
- 副主任委员：刘明生（专职）、刘艳玲、吴明、李家淦、张克坚、刘远生
- 秘书长：黄霞

### 第七届
- 任期：2017年6月[3]－2022年6月
- 主任委员：康耀红
- 副主任委员：刘明生（专职）、刘艳玲、吴明、刘远生（2020年被查）、李映红、厉春、李仁君
- 秘书长：吴少云

### 第八届
- 任期：2022年6月[4]－
- 主任委员：刘艳玲
- 副主任委员：陈冬霞、李映红、李仁君、陈洪、黄志强、税军、李渝凤
- 秘书长：吴方刚